# Jorge William Baidek
Jorge William Baidek (3 oktober 1987), voetbalnaam William, is een Braziliaans voetballer. Hij speelt sinds 2009 als aanvaller voor het Braziliaanse EC São José.
William speelde in het verleden in zijn geboorteland voor Atlético Paranaense (2005) en bij de Portugese clubs Vitória Setúbal (2005/2006) en SCU Torreense (2006/2007). In 2007 werd hij gecontracteerd door União Leiria. In oktober 2007 was William drie weken op proef bij FC Barcelona. Hij kwam op voorspraak van Roberto de Assis, de broer en zaakwaarnemer van Ronaldinho, bij de Catalaanse club. William kreeg uiteindelijk geen contract bij FC Barcelona. Daarna ging het bergaf met zijn carrière. Na een passage bij het Portugese GD Estoril-Praia ging hij terug naar Brazilië. Eerst speelde hij nog voor SE Gama, maar het voorbije seizoen speelde hij voor EC São José.    